# Włodzimierz (Agibałow)
Włodzimierz, imię świeckie Władimir Wiktorowicz Agibałow (ur. 17 kwietnia 1966 w Tomsku) – rosyjski biskup prawosławny.

## Życiorys
Pochodzi z rodziny urzędniczej. W 1983 podjął studia historyczne w państwowym instytucie w Kemerowie. W roku następnym musiał przerwać naukę, gdyż został powołany do odbycia zasadniczej służby wojskowej. W trakcie służby, w Uralsku, w 1986, przyjął chrzest. W tym samym roku wrócił na studia, które ukończył w 1990. Od 1990 do 1991 pracował jako inżynier w laboratorium socjologicznym w instytucie przemysłu spożywczego w Kemerowie. Rok później przyjął święcenia diakońskie z rąk biskupa krasnojarskiego i jenisiejskiego Antoniego. Na kapłana wyświęcił go 13 lipca 1994 biskup kemerowski Sofroniusz. Duchowny ten wyznaczył go do służby w soborze katedralnym w Kemerowie. W 1995 ks. Agibałow rozpoczął w trybie zaocznym studia na Prawosławnym Uniwersytecie Humanistycznym św. Tichona, uzyskując dyplom końcowy w 2000.
27 lipca 2014 został nominowany na biskupa nowokuźnieckiego i tasztagolskiego, chociaż nie był w tym momencie mnichem. Wieczyste śluby mnisze złożył tego samego dnia przed igumenem Pimenem (Saprykinem) w monasterze św. Pantelejmona w Biezrukowie, zachowując dotychczasowe imię, przyjmując jedynie jako nowego patrona św. metropolitę kijowskiego i nowomęczennika Włodzimierza. Dzień później metropolita kemerowski i prokopjewski Arystarch mianował go archimandrytą. Jego chirotonia biskupia odbyła się 1 września 2014 w Monasterze Dońskim w Moskwie pod przewodnictwem patriarchy moskiewskiego i całej Rusi Cyryla.